# Orde van de Natie (Antigua en Barbuda)

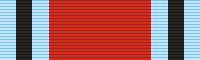
Lint

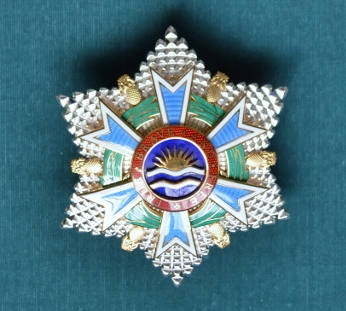
Orde van de Natie

De Orde van de Natie (Engels: The Order of the Nation) is een ridderorde van Antigua en Barbuda, een koninkrijk binnen het Gemenebest. Elizabeth II van het Verenigd Koninkrijk, Koningin van Antigua en Barbuda is Souvereine van deze orde. De regering van de eilanden is verantwoordelijk voor het decoratiestelsel. De orde verving in 1998 de Orde van het Britse Rijk.
Het kleinood is een lichtblauw en wit geëmailleerd kruis met zes armen en twaalf punten.
Als soevereine van de orde draagt Elizabeth II een ster en een kleinood die met diamanten zijn versierd. Op het versiersel dat verhoogd is met de Kroon van Sint-James zijn ananassen en schildpadden, symbolen van de eilanden, afgebeeld. Het lint is dieprood met een lichtblauwe bies waardoor een smalle zwarte baan loopt.